# 香港石磺
香港石磺（学名：Onchidium hongkongensis）是缩柄眼目石磺科石磺屬的一种。

## 分佈
本物種是香港的特有種，見於香港的紅樹林。